# Rosickýite
La rosickýite è un minerale composto da zolfo-γ, un allotropo dello zolfo che non è stabile a temperatura ambiente, dove si trasforma nell'allotropo stabile zolfo-α che è la forma comune dello zolfo nativo. Deve il suo nome al mineralogista ceco Vojtĕch Rosický.

## Morfologia
La rosickýite è stata scoperta sotto forma di cristalli di forma equidimensionale o piatta di dimensione fino a 0,5mm.

## Origine e giacitura
La rosickýite è stata trovata all'interno di noduli di limonite. Si forma in ambienti evaporitici caratterizzati da comunità microbiologiche come quelle presenti nelle piane salate della Valle della Morte in California. Si ipotizza la formazione del raro minerale in seguito alla dissoluzione del solfato di calcio (CaSO4·2H2O) in zolfo e  la precipitazione dello zolfo in rosickýite con un gradiente ossigeno-zolfo mantenuto stabile dall'azione dei microrganismi.